# Горичиця-при-Іхану
Горичиця-при-Іхану (словен. Goričica pri Ihanu) — поселення в общині Домжале, Осреднєсловенський регіон, Словенія. 
Висота над рівнем моря: 314,1 м.